# Sijewit
Sijewit fou una de les cinc tribus principals dels tàtars al Kanat de Crimea. No ho era inicialment però va rebre aquesta consideració en temps de Sahib I Giray. Els clans de Sijewit i Altai Khoja foren concedits als Mansuroğlu en recompensa per l'ajut del seu cap Baki Beg contra İslâm I Giray i la seva posició elevada per damunt de la dels altres caps.